# En-to-tre
En-to-tre er en dansk dokumentarfilm fra 1972 instrueret af Alan Lowry efter eget manuskript.

## Handling
Interviewfilm med unge par, som fortæller om forelskelse, ønsket om at få børn og de konsekvenser, disse ønsker får for den videre planlægning af fremtiden.